# خاکستر به خاکستر
خاکستر به خاکستر (به انگلیسی: Ashes to Ashes) نمایشی از نویسنده انگلیسی هارولد پینتر در سال ۱۹۹۶ است. این اثر اولین بار به عنوان بخشی از فصل ۱۹۹۶–۱۹۹۷ توسط بزرگترین شرکت رپرتوار هلند، در آمستردام اجرا شد این نمایشنامه انگلیسی سپس در تئاتر سفیران لندن، در ۱۲ سپتامبر ۱۹۹۶ به روی صحنه رفت.

## نمایش‌نامه
این نمایشنامه تک پرده‌ای، در اتاق نشیمن خانه‌ای در عصر یک روز تابستانی اتفاق می‌افتد. دولین و ربکا، یک زوج که به نظر می‌رسد زن و شوهر هستند در گفتگویی شریک می‌شوند. دولین به نظر می‌رسد همسر ربکا است. اما همزمان، درمان‌گر و قاتل «بالقوه» او نیز هست. در نمایشنامه «از خاکستر به خاکستر»، گفتگوی ربکا و دولین، به بازجویی دولین از ربکا شبیه می‌شود. دولین از گذشته‌ها و مسائل خصوصی ربکا سوالاتی می‌پرسد.

## ترجمه اثر
- رضا دادویی، سال ۱۳۸۸، انتشارات سبزان